# Мосты Минска
Из-за небольшой водной системы в Минске мало мостов (около 120, без учёта небольших парковых сооружений). Как правило, это мосты через Свислочь или дороги (путепроводы).
Площадь мостового полотна — 140 тысяч м².

## История
Единственный сохранившийся с дореволюционного периода путепровод — Западный мост, первый железнодорожный путепровод (иногда, в межвоенное время, его называли Виленским) над Московской улицей. Построенный в конце XIX столетия, изначально это был однопролётный, стальной мост. После первой реконструкции, в 30-х годах XX века, был добавлен второй пролёт. После третьей реконструкции в 50-х годах XX века это железобетонный, трёхпролётный железнодорожный путепровод.
Сохранившийся на своём прежнем месте с дореволюционного периода путепровод — Бетонный мост (цементный мост, каменный виадук), построенный в 1908 году, между современными улицами Московской и Чкалова (исторически между Ново-Московской улицей и Койдановским трактом) — подвергся радикальной перестройке в брежневские времена, то есть фактически был заново построен в 1982—1984 годах.
Самый протяжённый в городе эстакадный путепровод длинной 460 м на пересечении проспектов Дзержинского и Жукова был построен в 2012 году. Движение по нему было открыто ко Дню Независимости Республики Беларусь 2 июля 2012 года.

## Список
- Захарьевский мост (проспект Независимости, от улицы Янки Купалы до площади Победы) — постройка 1952 года, проект М. П. Парусникова и Г. П. Баданова.
- Мосты (в скобках приводятся исторические названия) на улицах Первомайская (Весёлый), Богдановича (Хлусов), Янки Купалы (Полицейский), сейчас реконструированы.
- Пешеходные мосты
  - Горбатый мост на Остров слёз
  - У Национальной библиотеки
  - В парке Победы
  - планируются три моста через реку Свислочь (соединение Троицкого предместья и Минского Замчища)